# المركز الدولي للخدمات المالية

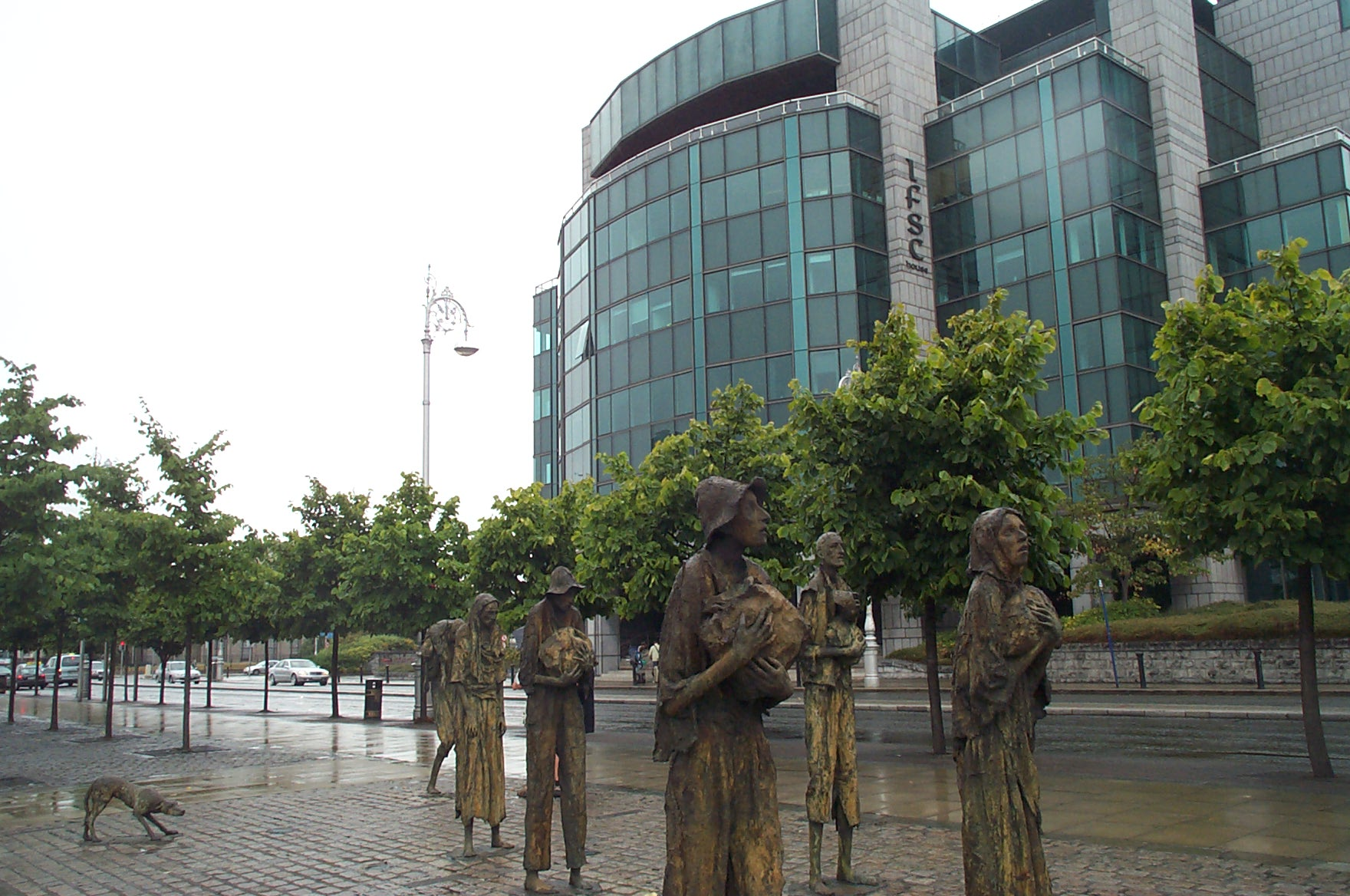

بدأ المركز الدولي للخدمات المالية في دبلن في عام 1987 كمنطقة اقتصادية خاصة في أحد مواقع منطقة أرصفة دبلن (دبلن دوكلاندز) في وسط دبلن بمساحة تقدر بنحو 11 هكتار، مع موافقة الاتحاد الأوروبي على تطبيق معدل ضريبة الشركات الذي تبلغ نسبته 10% على «أنشطة الخدمات المالية المخصصة» على الموقع.
سنّت الحكومة الأيرلندية تشريعاً للحصول على «معدل ضريبي ثابت وطني» بشكل فعال عن طريق تخفيض معدل الضريبة الإجمالية على الشركات الأيرلندية من 32% إلى 12.5%، وقدمته في عام 2003؛ قبل انقضاء موافقة الاتحاد الأوروبي في عام 2005.
كان الهدف الأساسي الإضافي للمركز الدولي للخدمات المالية هو مساعدة برنامج التجديد الحضري والتنمية لمنطقة رصيف كوستوم هاوس. تستمر المنطقة بالاستفادة من البند 23 (التجديد الحضري) الخاص بإعفاءات الدخل الضريبية لأصحاب العقارات، على الرغم من توقف الوافدين الجدد عن الاستفادة من الإعفاءات منذ عام 1999.
مر الموقع الأصلي للمركز الدولي للخدمات المالية -الذي تبلغ مساحته 11 هكتاراً- بالعديد من التوسعات ليصبح منطقة مساحتها 37.8 هكتار بحلول عام 2018، والتي تُعتبر اليوم مركزاً مالياً أوروبياً رئيسياً يتوضّع في منطقة الأعمال المركزية في دبلن.
انتقل المركز الدولي للخدمات المالية إلى «مركز الخدمات الدولية»، والذي يغطي مجموعة أوسع من الخدمات التي أصبحت لاحقاً «مالية» بحتة، من خلال الاندماج مع منطقة رصيف سبينسر ورصيف غراند كانال (الذي يسمى أحياناً برصيف سيليكون). يعتبر إنشاء وتطوير المؤسس نيكولاس شاكسون للمركز الدولي للخدمات المالية جزءاً مهماً من قصة النمو الاقتصادي في جزيرة أيرلندا.
في عام 2015، صنّفت الورقة المتعلقة باستراتيجية الحكومة الأيرلندية فيما يتعلق بالخدمات المالية الدولية لعام 2020، قطاع الخدمات المالية الأيرلندية على أنه يضم أكثر من 400 شركة توظف أكثر من 35000 شخص (ثلثهم خارج دبلن)، مع رصيد خاضع للإدارة يزيد عن 3.2 تريليون يورو، مما يقدم ملياري يورو من الضرائب و2.3 مليار يورو في الأجور والرواتب.
تقدر شركة كي بّي إم جي أن المركز الدولي للخدمات المالية يشكل 7% من الناتج المحلي الإجمالي الإيرلندي. أصبح المركز الدولي للخدمات المالية اليوم أحد أهم مراكز أوروبا لإدارة الصندوق وتوطينه، وتحويل الأصول إلى أوراق مالية؛ وأصبح في نهاية المطاف أساس تأجير الطائرات ومركزاً رائداً في هذا المجال.
احتلت دبلن باحتوائها على المركز الدولي للخدمات المالية المركز 38 من أصل 102 مركز مالي عالمي رئيسي حسب مؤشر المراكز المالية العالمية لعام 2019، واحتلت أيضاً المرتبة 15 من أصل 15 ضمن القائمة الأولى لمراكز التكنولوجيا المالية الرائدة في نفس البيان (جي إف سي آي 25، مارس 2019).

## الموقع

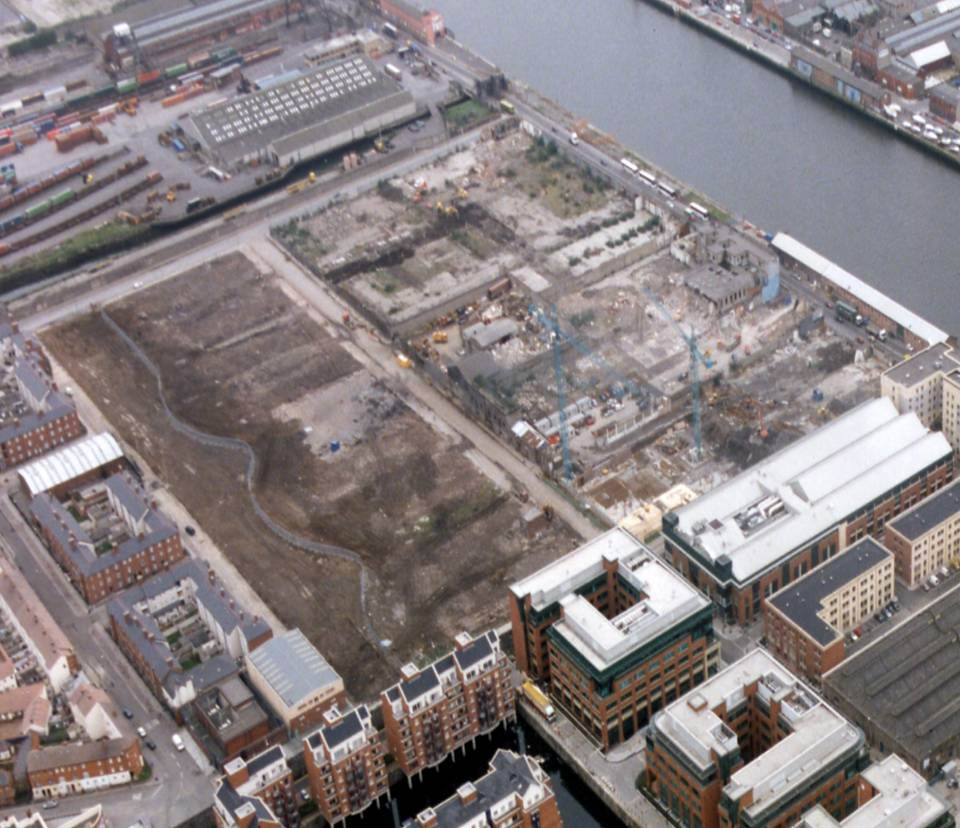
المرحلة الثانية من المركز الدولي للخدمات المالية قبل البدء

يشتمل المركز الدولي للخدمات المالية 1 (تطوير موقع مساحته 11 هكتار بين عامي 1987 و1997 ضمن إطار هيئة تطوير أرصفة كوستوم هاوس) على المنطقة الواقعة بين طريق ميموريال، وشارع آميان، وشارع لور شيريف (بما في ذلك جزء من ساحل كرينان)، وشارع غيلد، ونهر ليفي على امتداد رصيف نورث وول ورصيف كوستوم هاوس.
تشمل الأحياء المجاورة كل من الجدار الشرقي من الشمال وسبنسر دوك من الشرق؛ يقع كوستوم هاوس وبوساراس ومركز المدينة إلى الغرب على طول شارع ستور وشارع آبي. تقع منطقة التطوير الأصلية ضمن المركز الدولي للخدمات المالية غرب شارع كومنز.
يقع التوسع اللاحق للمركز الدولي للخدمات المالية 2 شرق شارع كومنز (تطوير لـ 4.8 هكتار إضافي بين عامي 1997 و2007 ضمن إطار هيئة تطوير أرصفة دبلن) والتي تمتد على طول رصيف نورث وول ولور مايور ستريت.
إنه تطوير موحد يقع في مركز المدينة والذي يضم أماكن مخصصة للمكاتب والمؤسسات التعليمية والمساكن والمطاعم ومرافق التسوق.
يقع الجزء الأخير من المركز الدولي للخدمات المالية (منطقة التطوير الاستراتيجي لأرصفة دبلن، التي أنشأها مجلس مدينة دبلن («دي سي سي») من أجل حل هيئة تطوير أرصفة دبلن في عام 2012) شرق شارع غيلد وحتّى مسرح بوينت في منطقة تحتوي على بنك أيرلندا المركزي وكذلك مكاتب برايس ووتر هاوس كوبرز وكريدي سويس والعديد من شركات التكنولوجيا بما في ذلك «ياهو!» و«وي وورك».
وسع مجلس مدينو دبلن هذا المركز بشكل أكبر في عام 2015 ليصبح منطقة اقتصادية خاصة أكبر شاملةً لكامل ال 22 هكتار من مواقع نورث لوتس وأرصفة غراند كانال.
سيشمل المركز الدولي للخدمات المالية كلاً من شركات الخدمات المالية (بمعنى آخر ستيت ستريت) والخدمات التكنولوجية (بمعنى آخر غوغل). يُستعمل «المركز الدولي للخدمات المالية» كجزء من العنوان البريدي، فقط في المنطقة الواقعة ضمن الجزء الخاص بنورث وول من المركز الدولي للخدمات المالية الأصلي.

## القطاعات المالية
فيما يلي بعض القطاعات الرئيسية لنشاط الخدمات المالية المنفذة في المركز الدولي للخدمات المالية:

### إدارة الصندوق وتوطينه
كان المقترح الأصلي للمركز الدولي للخدمات المالية هو أن يصبح موقعاً للأنشطة ذات هامش الربح المرتفع مثل إدارة الاستثمار والأعمال المصرفية وتداول سندات الضمان على ضوء معدل الضريبة المنخفض وقربه من المراكز الرئيسية في لندن وباريس.
ومع ذلك، فإن قلة من هذه الشركات أنشأت مكاتب أو انتقلت إلى دبلن في السنوات التالية، وفي حين أن مستوى التوظيف المادي قد نما بشكل كبير بالنسبة لحجمه السابق، لكنه بقي أقل بكثير من العديد من المراكز المالية الأوروبية الكبيرة من ناحية القيمة الإجمالية مثل لوكسمبورغ أو لندن أو باريس أو فرانكفورت.
يتعامل العديد من مديري الصندوق والاستثمار البارزين بشكل حصري مع الشركات التجارية المحلية مثل آيريش لايف وبنك أيرلندا والعديد من الأمثلة المذكورة في وسائل الإعلام الدولية والمحلية المتعلقة بتوطين الصناديق والعهدة والخزينة والتجارة الأكثر حداثة بدلاً عن إدارة الاستثمار.
تعد الإدارة الكلاسيكية للصندوق (بمعنى آخر محاسبة الصناديق وإدارة الصندوق وحفظ الصندوق ونقل الوكالة) أكبر مستخدم في المركز الدولي للخدمات المالية مشكلةً ثلث وظائف المركز الدولي للخدمات المالية، ويبلغ مجموع وظائفها نحو 9274 وظيفة في الدراسة الموثوقة الأخيرة.
يمتلك أكبر أربعة مزودين عالميين لإدارة الصندوق وحفظه مكاتب رئيسية في المركز الدولي للخدمات المالية في ستيت ستريت وبنك نيويورك ميلون وسيتي بنك ونورثرن ترست، بالإضافة إلى أقسام إدارة الصندوق الداخلية من البنوك الاستثمارية العالمية الكبرى مثل جي بي مورغان تشيس وغولدمان ساكس وبنك أوف أمريكا.
يُسوّي مسؤولو إدارة الصندوق إجمالي المكاتب الكبيرة متعددة الجنسيات المستقلة في المركز الدولي للخدمات المالية (خارج شركات التكنولوجيا متعددة الجنسيات). المكاتب الكبيرة المتبقية هي للشركات القانونية الأيرلندية المحلية (إيه وإل غودبودي، ومككان فيتزجيرالد، وويليام فراي وماثيسون (مكتب محاماة)، وماسون هايز وكوران، وديلون يوستس ومابلز) وشركات المحاسبة (بّي دبليو سي، وكي بّي إم جي، وغرانت ثورنتون) التي تدعم قطاع الخدمات المالية الدولية.
الهيئة التجارية لقطاع إدارة الصندوق وتوطينه التابع للمركز الدولي للخدمات المالية هي جمعية الصناديق الائتمانية الأيرلندية (المعروفة سابقاً بجمعية صناعة صناديق دبلن الائتمانية).